# Caldereta manchega
La caldereta manchega es un plato tradicional de la cocina manchega. Los ingredientes principales son pierna o paletilla de cordero, cebolla, tomate, pimiento rojo o pimiento morrón, ajo, vino blanco y aceite de oliva manchego. Es un plato que se sirve caliente.

## Elaboración
Hay muchas formas de elaboración de este plato. Una de ellas consiste en salar la carne troceada y limpia de grasa, troceando a continuación las cebollas, los pimientos y los tomates, sofriéndolos junto a los ajos en un caldero o perol con un chorrito de aceite. Cuando esté todo bien sofrito, se añade la carne y una vez dorada se incorpora el vino blanco. Se deja cocer a fuego lento. Se recomienda que esta receta se elabore con leña. Una vez consumido gran parte del vino en el caldero, se le añade agua y se deja cocer hasta que el caldo vuelva a reducirse, sirviéndose bien caliente.
- Datos: Q5739874